# Аборты в Грузии
Аборты в Грузии являются легальными по запросу женщины в течение первых 12 недель беременности. От 12 до 22 недель аборт можно совершить по медицинским показаниям согласно условиям, установленным Министерством труда, здравоохранения и социальной защиты. После 22 недель для аборта дополнительно требуется одобрение трёх членов медицинской комиссии. Закон, регулирующий аборты, вступил в силу в 2000 году.
Число абортов в Грузии резко снизилось в 1990-х годах, с 41,1 аборта на 1000 женщин в возрасте 15-44 лет в 1992 году до 21,9 в 1996 году и 19,1 в 2005 году. Это снижение произошло за счёт более широкого использования современных контрацептивов.
Число абортов выросло в период между 2005 и 2010 годами. По состоянию на 2010 год число абортов составило 26,5 на 1000 женщин в возрасте от 15 до 44, и было среди наиболее высоких в мире.